# 울산항선
울산항선(蔚山港線)은 울산광역시의 태화강역에서 울산항역까지를 잇는 총연장 4.6km인 한국철도공사의 철도 노선(화물 전용선)으로, 개통 당시에는 울산선이라 불렸다. 과거에는 평일 한정으로 부산신항역 ~ 울산항역간 정규열차가 왕복 1편으로 운행했었다.(태화강역까지 운행후 울산항역까지는 구내입환으로 운행한다.) 아울러, 종점인 울산항역은 대한민국의 최동단의 역이기도 하다.

## 연혁
- 1951년 8월 1일 : 야음-울산항 간 노선 신설[1]
- 1992년 8월 20일 : 야음역이 울산시가지 철도 이설공사에 의하여 없어짐에 따라 울산역과 접속함.
- 2017년 12월 18일 :  울산역에서 태화강역(太和江驛)으로 변경[2]
- 2019년 4월 17일 : 철도 노선번호 변경에 따라 31105로 변경[3]
- 2022년 4월 1일: 운행중단.[4]
- 2023년 11월: 운행 재개(시험선)
- 2027년 : 도시철도로 편입 계획중

## 역 목록
| 역명   | 로마자 역명 | 한자 역명 | 역간거리 (km) | 영업거리 (km) | 접속 노선       | 소재지     | 소재지 | 비고   |
| ------ | ----------- | --------- | ------------- | ------------- | --------------- | ---------- | ------ | ------ |
| 태화강 | Taehwagang  | 太和江    | 0.0           | 0.0           | 동해선·장생포선 | 울산광역시 | 남구   |        |
| 야음   | Yaeum       | 也音      |               |               |                 | 울산광역시 | 남구   | 폐역   |
| 울산항 | Ulsanhang   | 蔚山港    | 4.6           | 4.6           |                 | 울산광역시 | 남구   | 무인역 |

## 사건/사고
2013년 11월 6일 울산 매암동 울산항선 철로 매암건널목에서 화물열차와 울산대학버스가 서로 충돌했다. 경찰의 사고원인을 분석한 결과, 화물열차가 후진하면서 건널목 차단기가 오작동한 것으로 드러났다.

## 미래
2020년에 현대로템과 울산시가 MOU를 체결하면서 울산 도시철도 및 현대로템 수소전기트램 실증노선으로 선정되어 2023년 10월부터 12월까지 실증노선으로 운영할 계획이다. 2023년 말에 시험선으로 개통했다. 원래 폐선할 예정인데 도시철도로 편입할 계획이 생겨 사실상 폐선 계획은 무산이 된거로 보인다.